# Polymerus uhleri
Polymerus uhleri är en insektsart som först beskrevs av Van Duzee 1914.  Polymerus uhleri ingår i släktet Polymerus och familjen ängsskinnbaggar. Inga underarter finns listade i Catalogue of Life.